# Centeais (Puebla del Brollón)
Centeias es una aldea española situada en la parroquia de Veiga, del municipio de Puebla del Brollón, en la provincia de Lugo, Galicia.

## Geografía
Está situado a 423 metros de altitud, al nordeste de Pino, en el camino que une esa parroquia con Freituxe.

## Demografía
| Gráfica de evolución demográfica de Centeais entre 2000 y 2020 |
|                                                                |
| Datos según el nomenclátor publicado por el INE.               |